# マイヒーロー!
『マイヒーロー!』 (My Hero!) は、熊岡冬夕による日本の漫画作品。『別冊フレンド』（講談社）にて2009年7月号から2010年4月号まで連載されていた。単行本全2巻。

## あらすじ
「好きですっ!、付き合ってください! 岡本潤さん。」
休み時間になる度に教室の後ろから自分をじっと見つめる隣のクラスの男子・ユタローからの突然の告白。
ユタローのことを何も知らないからと一度は断る潤だが、次第にユタローを目で追ってしまっている自分に気付く。

## 登場人物
岡本 潤（おかもと じゅん）
高校1年生。普通の女の子。純情で真っ直ぐにぶつかってくるユタローのことを、いつの間にか好きになってしまう。甘いものが苦手。
矢倉 由太郎（やぐら ゆたろう）
高校1年生。通称・ユタロー。純情で真っ直ぐな人間だが、お化け屋敷やカエルが苦手なビビり性。入試の日に具合が悪くなっていたところを、隣の席だった潤が助けてくれて惚れてしまう。落ち着きがなく、暴走気味。
真知（まち）
潤の親友。
澤井 隼（さわい しゅん）
潤と同じクラスで校内一のイケメン。ユタローとは同じ中学出身で、何かと競い合ってきた（ユタローがいつも負けていた）。

## 書誌情報
- 熊岡冬夕 『マイヒーロー!』 〈講談社コミックス別冊フレンド〉、全2巻
  1. 2009年12月11日発売[1]、『別冊フレンド』2009年7月号 - 10月号、ISBN 978-4-06-341659-6
  2. 2010年04月13日発売[2]、『別冊フレンド』2010年1月号 - 4月号、ISBN 978-4-06-341677-0